# Xã Eliot, Quận Louisa, Iowa
Xã Eliot (tiếng Anh: Eliot Township) là một xã thuộc quận Louisa, tiểu bang Iowa, Hoa Kỳ. Năm 2010, dân số của xã này là 334 người.